# 寶來山神社
寶來山神社（ほうらいさんじんじゃ）は、和歌山県伊都郡かつらぎ町にある神社。新字体表記の宝来山神社も一般的に用いられる。

## 祭神
- 第一殿 - 祭神：八幡大神
- 第二殿 - 祭神：菅原大神
- 第三殿 - 祭神：大山祗大神
- 第四殿 - 祭神：猿田彦大神

## 歴史
光仁天皇の宝亀4年（773年）、和気清麻呂が八幡宮を勧請したことに始まるとされる。
寿永2年（1183年）、当神社がある桛田荘（かせだのしょう）（現・和歌山県伊都郡かつらぎ町笠田中の一帯）が和気清麻呂ゆかりの寺院である神護寺の荘園となるが、その頃の景観を描いたとされる2枚の桛田荘絵図（いずれも重要文化財）が、神護寺と当神社とに残されている。
当神社の神宮寺である神願寺は源満仲が創建し、その三男の源賢が住職をしていた寺院であるが、鎌倉時代には荒廃していた。そこに、神護寺の復興に尽力した文覚が熊野からの帰りにこの地を訪れ、再興している。
戦国時代になると社殿は荒廃していたが、大永年間（1521年 - 1528年）に当地の土豪に是吉氏（『伊都郡誌』には「仙人翁是吉」とあり、又『紀伊續風土記』には、「加勢田是吉」とある）という人物がいた。是吉氏は後柏原天皇の三宮・青院が高野山福蔵院（現・巴陵院）に寓居していた時、福蔵院の後見となって三宮の伝育に当たっていたが、特に当社を崇敬し、荒廃した社殿を再興している。また、三宮とのゆかりから大永5年（1525年）8月27日に後柏原天皇御宸筆の神位勲位の勅額（正一位勲八等日本第一大福田寶來山大明神）に関する論旨を賜り、社領として田地10町歩の寄進も受けている。この頃には、すでに神護寺による桛田荘の統治は困難となり、付近一帯が高野山金剛峯寺の荘園であったこともあり、また高野山福蔵院と関係が深かった是吉氏の影響もあり、桛田荘は高野山との関わりを深めていった。
創建当初は八幡宮と呼ばれていた当神社が、いつごろから宝来山神社と呼ばれるようになったかは分かっていないが、大永5年（1525年）の年紀のある当神社所蔵の古文書（福蔵院旧蔵）には、「是吉大明神」とともに「宝来山大明神」と記されており、宝来山大明神社と呼ばれるようになっていた。
天正10年（1582年）に織田信長が高野山を攻めようとした際、その兵火に遭って社殿が焼失した。
その後、荒廃していた当社であるが江戸時代に入って慶長19年（1614年）に是吉吉右衛門などによって復興された。
明治時代になると、神仏分離によって神宮寺の神願寺は当社と分離して独立している。

## 境内
- 本殿
  - 第一殿（重要文化財） - 慶長19年（1614年）に東村（大字笠田東）の土豪・是吉吉右衛門によって建立。
  - 第二殿（重要文化財） - 慶長19年（1614年）に高野山の吉徳院（行人方）によって建立。
  - 第三殿（重要文化財） - 慶長19年（1614年）に東村（大字笠田東）の土豪・是吉吉右衛門によって建立。
  - 第四殿（重要文化財） - 慶長19年（1614年）に東村（大字笠田東）の土豪・是吉吉右衛門によって建立。
- 幣殿
- 拝殿
- 弁天池
- 文覚井（和歌山県指定史跡） - 文覚上人が開いた用水路。
- 社務所

### 摂末社
- 東殿（和歌山県指定有形文化財） - 祭神：素盞鳴大神、大国主大神。宝永から享保年間（1704年 - 1736年）の頃の建立。
- 西殿（和歌山県指定有形文化財） - 祭神：蛭子大神、少彦名大神。宝永から享保年間（1704年 - 1736年）の頃の建立。
- 稲荷社 - 稲荷大神
- 弁財天社 - 市杵島姫大神
- 権現社
- 奥宮

## 文化財

### 重要文化財
- 本殿 4棟（附：棟札4枚）[3]
- 紀伊国桛田荘絵図[4]
  - 附：延徳三年三月日桛田庄牓示書出（一通）
  - 附：慶安三年賀勢田荘絵図

### 和歌山県指定有形文化財
- 東殿
- 西殿

### 和歌山県指定史跡
- 文覚井

## 所在地
- 和歌山県伊都郡かつらぎ町大字萩原56

## アクセス
- JR和歌山線 笠田駅より徒歩約34分